# Bethany (Wirginia Zachodnia)
Bethany – miasto w Stanach Zjednoczonych, w stanie Wirginia Zachodnia, w hrabstwie Brooke.